# 네스 (부스케루주)

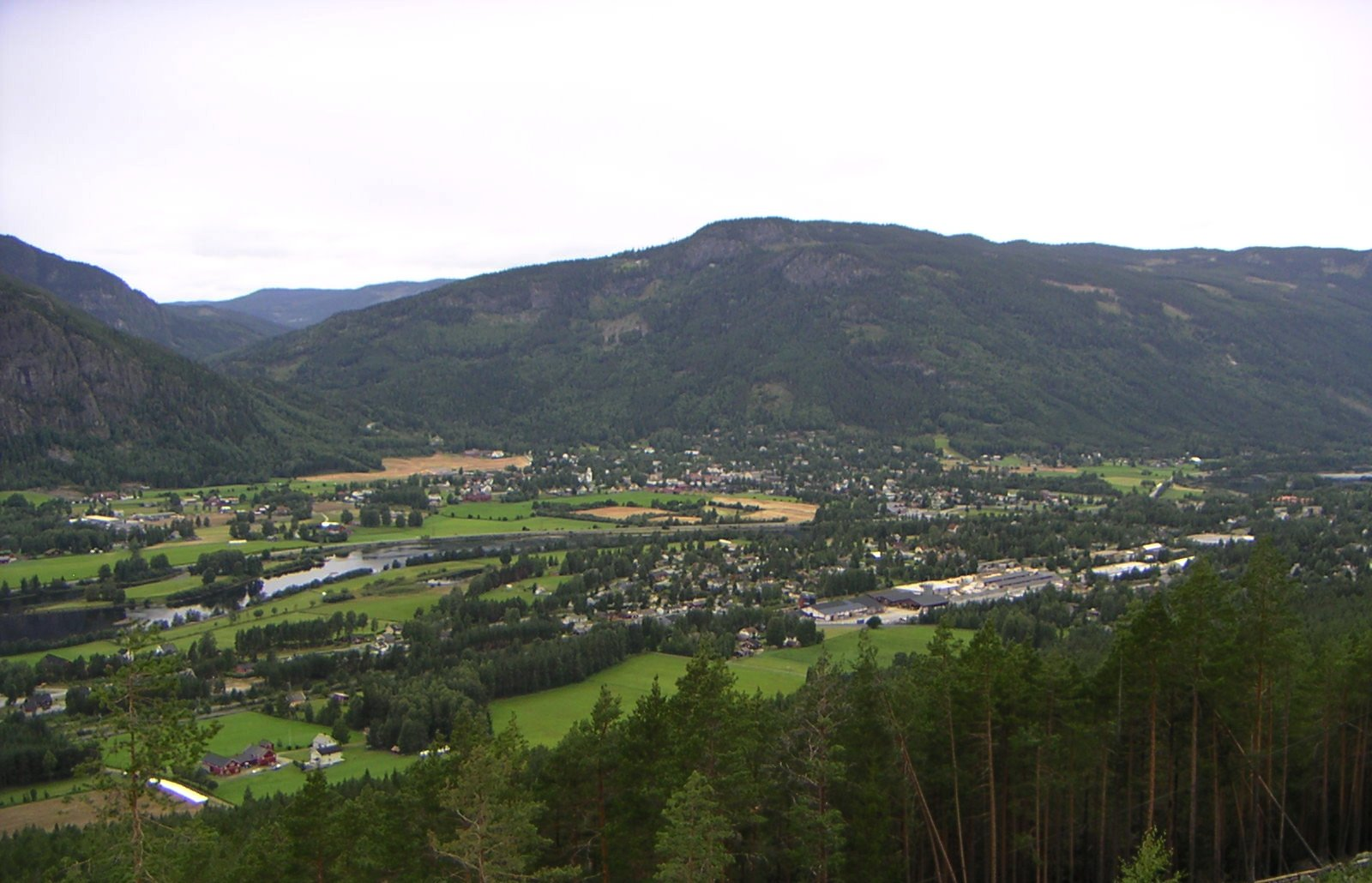
네스

네스의 위치

네스(노르웨이어: Nes)는 노르웨이 부스케루주의 도시이자 지방 자치체로 행정 중심지는 네스뷔엔(Nesbyen)이며 면적은 810km2, 인구는 3,467명(2004년 기준), 인구 밀도는 4명/km2이다.

시 문장